# Твид (ткань)

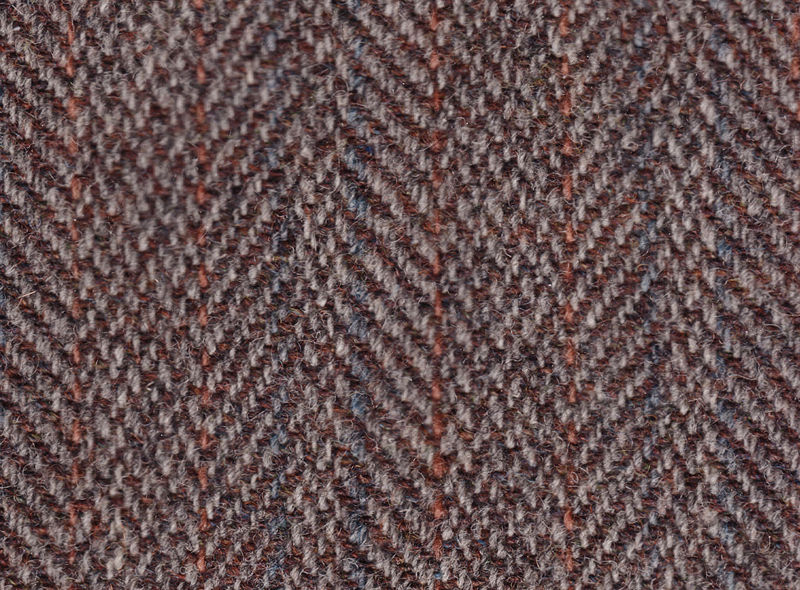
Образец твидовой ткани

Твид (англ. tweed) — это фактурная шерстяная ткань, обычно довольно тяжёлая, с небольшим ворсом и, как правило, с диагональным (саржевым) переплетением нитей (однако бывают исключения). Долгое время такой материал производился только в Шотландии и Ирландии, но сегодня он производится и в других странах мира. Из твида шьют костюмы, пальто, пиджаки, куртки, брюки, юбки, жилеты, сумки, головные уборы, галстуки и другие аксессуары.

## Происхождение названия
Первоначально ткань обозначалась словом твил (англ. и скотс tweele), так в Шотландии назывался твил (англ. twill), ткань саржевого переплетения. Согласно истории, которую изложил герцог Виндзорский (бывший король Эдуард VIII) в своей автобиографической книге Windsor Revisited («Вспоминая Виндзор»), нынешнее своё название ткань получила практически случайно. Около 1830 года один лондонский купец получил письмо из шотландского городка Хоик, в котором говорилось о ткани твил (tweels). Читая рукопись, купец неверно разобрал слово и решил, что речь идёт о торговой марке по названию реки Твид (англ. Tweed), протекающей в области Скоттиш-Бордерс — регионе с развитой текстильной промышленностью. Ткань была разрекламирована как «Твид», и это имя насовсем прикрепилось к ней.

## История
Точная дата начала производства твида неизвестна, но можно утверждать, что его делали уже в XVIII веке. Впервые эта ткань появилась в Шотландии и Ирландии, а предназначалась она в основном для фермеров. В XIX веке твид вошёл в гардероб аристократов и стал одним из самых популярных материалов для отдыха и занятий спортом, включая игру в гольф. Помимо этого, из твида часто шили одежду для охоты — например, норфолкский пиджак. Большим поклонником твида был английский король Эдуард VII; кроме того, к числу любителей твида относились или относятся и другие члены британской королевской семьи: Эдуард VIII (герцог Виндзорский), принц Чарльз, Елизавета II, Георг V.
В первой трети XX века огромную популярность получили кепки и восьмиклинки из твида — их носили буквально все: водители, разносчики газет, фермеры, ветеринары, аристократы, бандиты, рабочие. Затем популярность таких кепок пошла на убыль, но их иногда можно увидеть и в наши дни; они до сих пор производятся. Очень большим спросом твидовая одежда — в частности, твидовые пиджаки — пользовалась в середине XX века. Кроме того, начиная с 1920-х годов её начали вводить в свои коллекции модельеры. Первопроходцем здесь стала Коко Шанель, а затем твидом заинтересовались Ральф Лорен, Вивьен Вествуд и другие дизайнеры.

## Твидовая одежда и аксессуары

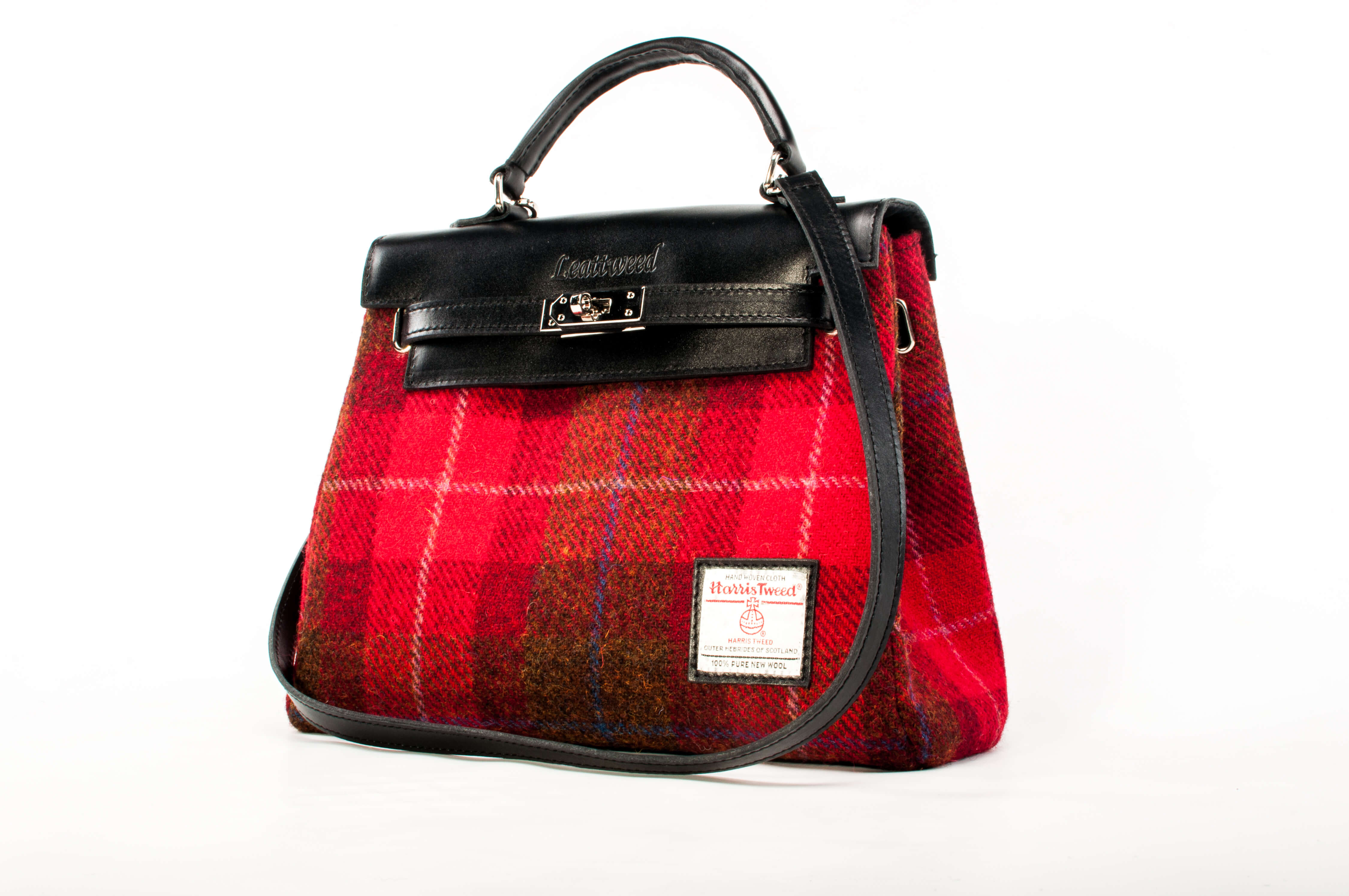
Сумка Харрис Твид

Из твида шьют множество разных вещей — начиная от женских юбок и заканчивая мужскими пальто. Женский твид довольно часто отличается от мужского: у него бывает специфическая, фантазийная и очень рельефная фактура, а в составе могут присутствовать искусственные и синтетические волокна, а также хлопок, лён и шёлк. Расцветки женского твида зачастую весьма яркие, но они бывают и сдержанными, спокойными.
Мужской твид высокого качества всегда делается из 100 % шерсти или кашемира; в бюджетных вариантах могут использоваться синтетические волокна. Твидовая одежда для мужчин обычно окрашивается в один из оттенков коричневого, синего, серого и зелёного цветов, но при этом она может украшаться довольно броскими и крупными орнаментами (в частности, шотландской клеткой). Некогда весьма популярны были твидовые костюмы (двойки и тройки), но сегодня они встречаются редко. Современные мужчины, как правило, используют в образе только одну твидовую вещь — например, пиджак, кепку, жилет или галстук.
Твидовая одежда неформальна и лучше всего сочетается с изделиями из фактурных материалов — например, вельвета и фланели. Помимо этого, сейчас довольно часто комбинируют твид с денимом. Он может хорошо смотреться и с хлопковым или шерстяным твилом, а также с фактурными шёлковыми тканями и трикотажем. Среди моделей обуви с твидом очень хорошо гармонируют броги — как туфли, так и ботинки. Кроме того, к твидовой одежде подходят многие туфли типа дерби (с открытой шнуровкой) — в том числе и те, на которых нет декоративной перфорации. Ботинки чакка (chukka boots) тоже могут стать удачными компаньонами для твидового костюма или твидовых брюк.

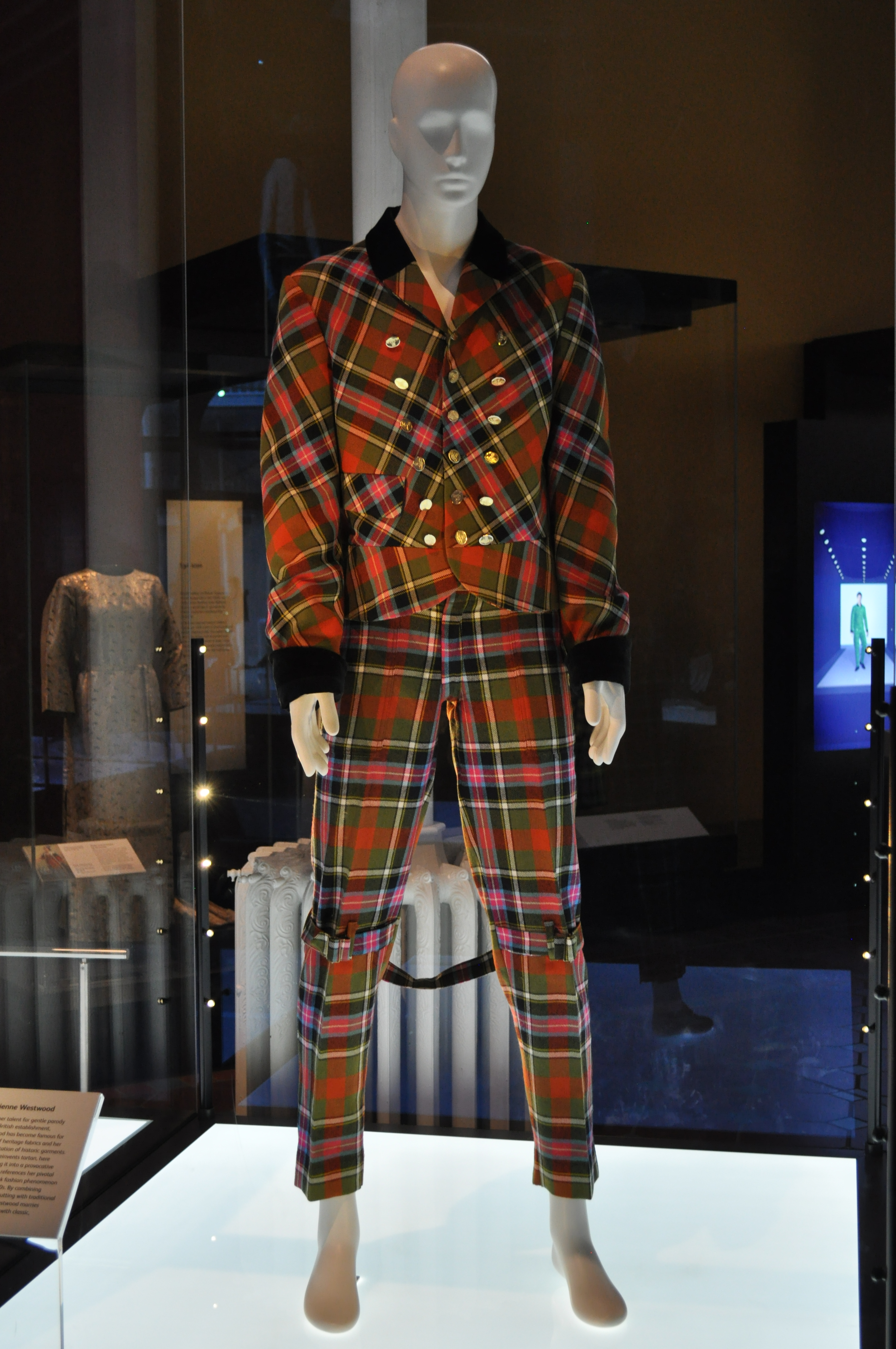
Вивьен Вествуд Харрис Твид 1998

## Производители твида и одежды из него
Твид высокого качества обычно делается в Великобритании и Ирландии; кроме того, достойные варианты встречаются у итальянских фабрик. Среди знатоков большой популярностью пользуется так называемый Харрис Твид (Harris Tweed), изготавливаемый на Внешних Гебридских островах, относящихся к Шотландии. Его делают на старых станках, управляемых вручную. Среди производителей такого твида стоит упомянуть Kenneth McKenzie, Carloway и Harris Tweed Hebrides.
Другим местом производства высококачественного твида является ирландское графство Донегол (Donegal). Там базируются фирмы Magee, Molloy & Sons, McNutt of Donegal. Донегольский твид часто обладает специфическим орнаментом — перец с солью (на фоне нейтрального цвета разбросаны в хаотичном порядке цветные или монохромные вкрапления). В настоящее время твид с таким орнаментом делают не только в Донеголе, причём иногда его называют донегольским даже в том случае, если он изготовлен в Китае, так что название Donegal Tweed, в отличие от Harris Tweed, не является гарантией качества.
Помимо этого, хороший твид выпускают в английских графствах Йоркшир и Камбрия; там базируются фирмы Moon, Marton Mills, Linton Tweeds. Внимания заслуживает и продукция компаний из шотландского региона Бордерс (Borders): Andrew Elliot, Lovat Mill.
Как правило, производители твида одежду из него не делают, хотя бывают и исключения (например, Magee). Среди марок одежды из британского и ирландского твида можно упомянуть Cordings, Chanel, Burberry, Bucktrout Tailoring, Aspesi, Walker Slater, Purdey, Brooks Brothers, Crombie. При этом стоит иметь в виду, что в ряде случаев британское или ирландское происхождение ткани сочетается с производством самой одежды в других странах мира.